# Illos

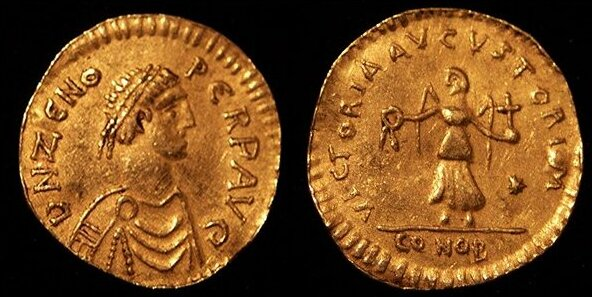
Tremís emitido por el emperador Zenón. Illos Jugó una función importante en el reinado de Zenón, primero apoyando al usurpador, Basilisco, luego ayudando a Zenón a recuperar la púrpura y derrotar a otro usurpador (Marciano), y finalmente creando y apoyando a un tercer usurpador, Leoncio.

Flavio Illos (en latín: Flavius Illus en griego antiguo: Φλάβιος Ἰλλός) (muerto 488) fue un general bizantino, que jugó una función importante en los reinados de los emperadores bizantinos Zenón y Basilisco.
Illos apoyó la revuelta de Basilisco contra Zenón, luego cambió de bando, apoyando el regreso de Zenón (475-476). Illos sirvió bien a Zenón, derrotando al usurpador Marciano, pero entró en conflicto con la emperatriz viuda Verina, y apoyó la revuelta de Leoncio, pero la rebelión fracasó, e Illos fue ejecutado.

## Orígenes
Illos era un isaurio, pero la fecha y el lugar de su nacimiento se desconocen; tenía un hermano, llamado Appallius Illus Trocundus. Se cree que tuvo varios cargos bajo el emperador León I (457—474), y que fue amigo íntimo de Zenón, aparentemente antes de su accesión. Juan Malalas consideraba a Illos tío de Zenón, pero la primera vez que aparece en los textos es durante el reinado de éste, mostrando su hostilidad al emperador.

## Bajo Basilisco

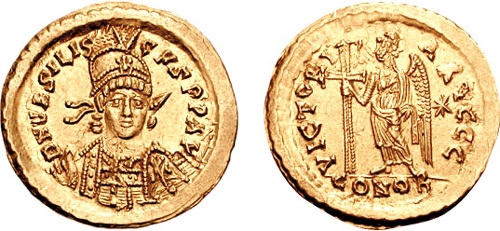
Solidus emitido por Basilisco

Basilisco, hermano de la emperatriz viuda de León I, Verina, había expulsado a Zenón de Constantinopla en 475 y enviado un ejército en su persecución, al mando de Illos y de su hermano Trocundus a Isauria, donde Zenón se había refugiado. Los hermanos derrotaron al emperador fugitivo (julio 476) y le bloquearon sobre un cerro, irónicamente nombrado por los lugareños "Constantinopla". Illos también capturó al hermano de Zenón, Longinus, como herramienta para mantener a Zenón bajo control.
Durante el bloqueo, Illos y Trocundus fueron encargados por el senado de Constantinopla de apoyar a Zenón contra Basilisco, contra el que sentían odio y desprecio; Illos estaba disgustado con el usurpador por el asesinato de los isaurios que quedaron en la capital después de la huida de Zenón. Así, Illos y Trocundus fueron convencidos por las promesas y regalos de Zenón para abrazar su causa, y de marchar con sus fuerzas unificadas sobre la capital. En Nicea de Bitinia fueron alcanzados por las tropas de Basilisco mandadas por su sobrino y general Armatus, pero las derrotaron, y Basilisco, abandonado por sus seguidores, fue destronado y asesinado (477).

## Contra Marciano
Illos era cónsul único en 478, y en 479 jugó un papel trascendental en el aplastamiento de una peligrosa revuelta de Marciano, nieto del emperador bizantino del mismo nombre, e hijo de Antemio, emperador de Occidente. Marciano se había casado con Leoncia, hija del último emperador León y de Verina, y hermana de Ariadna, la mujer de Zenón. Su revuelta tuvo lugar en Constantinopla, donde derrotó a las tropas de Zenón con el apoyo de la multitud, y le asedió en el palacio. Por un momento, Illos vaciló, pero su valor o su fidelidad fueron recuperados por los pronósticos de un adivino egipcio a quien patrocinaba. Las fuerzas de Marciano fueron corrompidas por Illos, y el mismo Marciano, junto con sus hermanos Procopius y Romulus, fueron capturados. Los hermanos huyeron, pero Marciano fue enviado, a Tarso en Cilicia, y obligado al sacerdocio en la iglesia local, al pie de Papurius, o Papyrius, un baluarte en Isauria, entonces utilizado como prisión estatal.
Trocundus, el hermano de Illos, era cónsul 482; y Illos disfrutó las dignidades de patricius y Magister officiorum Se cree que empleó bien su poder e influencia, y rindió buenos servicios al estado, tanto en la paz como en la guerra. También cultivó diligentemente la ciencia y la literatura.

## Usurpación de Leoncio y muerte de Illos

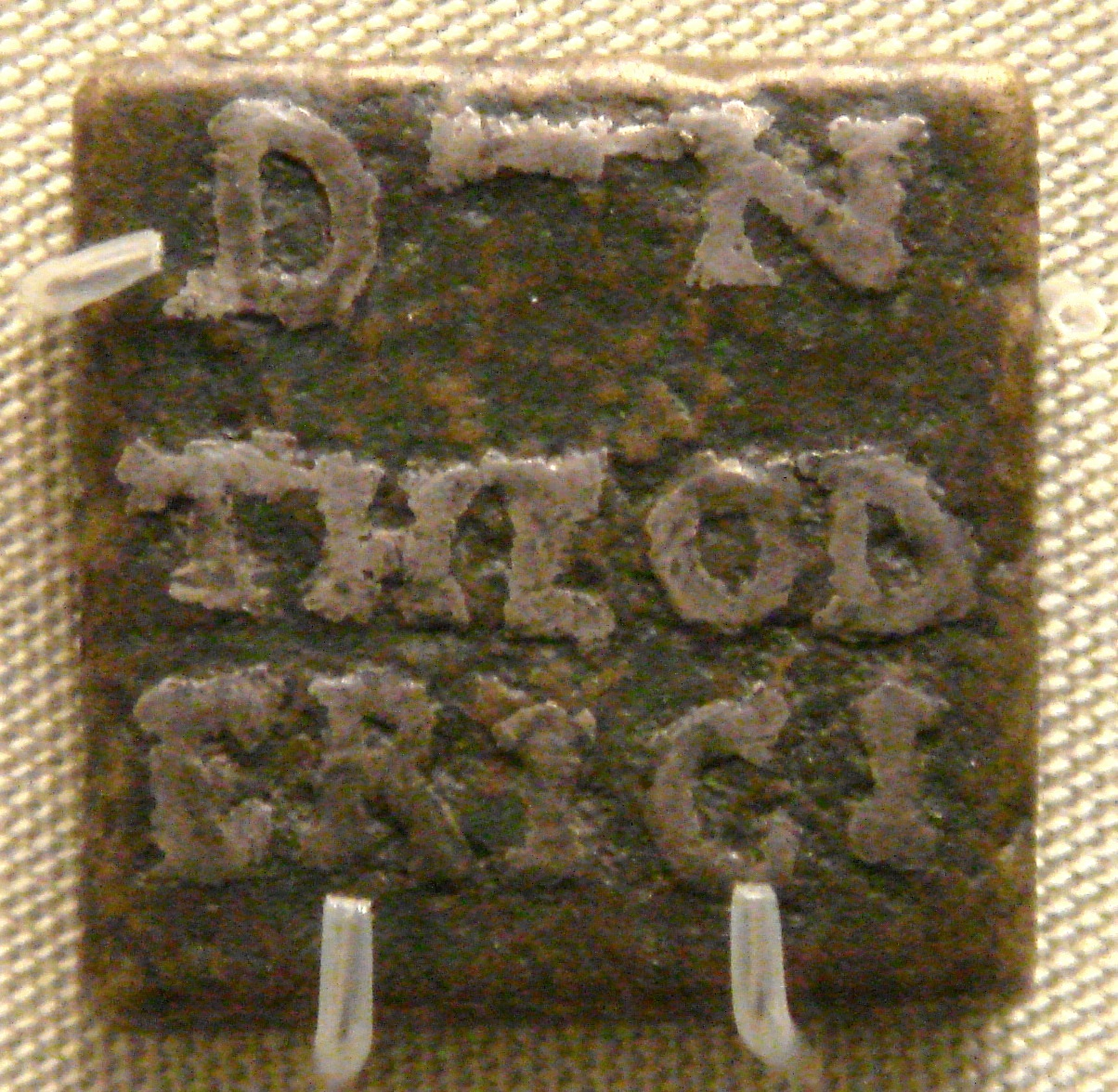
Peso de bronce con el nombre de Teodorico el Grande, rey del Pueblo ostrogodo y gobernante de Italia.

Illos, con su amigo Pamprepius, ahora retirado de la corte, fue primero a Nicea, y luego, con la pretensión de cambiar de aires y de procurar la cura de sus heridas, al Este, donde fue nombrado general de todos los ejércitos, con poder de nombrar a los funcionarios provinciales. Marso, un funcionario isaurio de cierta reputación, el patricio Leoncio, otro funcionario bien conocido de origen sirio, le acompañaron al Este. Trocundus, el hermano de Illos probablemente también se les unió. Después de atravesar Asia Menor se rebelaron entre 483 y 484. Illos declaró emperador a Leoncio, derrotando al ejército de Zenón cerca de Antioquía.
En 485 Zenón envió un nuevo ejército contra los rebeldes, compuesto de soldados macedonios y escitas, al mando de Juan el Escita, y de Teodorico el Amalo, que era cónsul en ese momento. Juan derrotó a los rebeldes cerca de Seleucia (no está aclarado qué ciudad de este nombre, quizás la Seleucia de Isauria) y les condujo al fuerte de Papurius donde los bloqueaba. En esta dificultad Trocundus intentó huir y reunir fuerzas, pero fue tomado por los sitiadores y condenado a muerte. Illos y Leoncio ignoraban su destino, y, animados por Pamprepius, quien les dio garantías del regreso de Trocundus y la victoria definitiva, aguantaron con gran tenacidad más de tres años. Al cuarto año fue descubierta la muerte de Trocundus, e Illos, furioso por el engaño de Pamprepius, le condenó a muerte. El fuerte fue tomado poco después por la traición del cuñado de Trocundus, quien había sido enviado con ese propósito desde Constantinopla por Zenón. Illos y Leoncio fueron decapitados (488), y sus cabezas enviadas al emperador.